# Босна и Херцеговина
Босна и Херцеговина е планинска държава, разположена в западната част на Балканския полуостров. Столицата ѝ е Сараево. Граничи на север, запад и юг с Хърватия, на изток със Сърбия, а на югоизток с Черна гора. Първата страна в света, признала на 15 януари 1992 година независимостта на Босна и Херцеговина, е България.
Босна и Херцеговина е една от шестте федерални единици, образуващи бившата Социалистическа федеративна република Югославия. Републиката успява да извоюва своята независимост по време на войните в СФРЮ през 90-те години на XX век и според Дейтънското споразумение е протекторат на международната общност, който се администрира от Върховен представител, избиран от Европейския парламент. Страната е децентрализирана и в административен план е разделена на две части и един окръг: Федерация Босна и Херцеговина и Република Сръбска и Окръг Бръчко. Самите Босна и Херцеговина са историко-географски райони, които днес нямат политически статут.

## История
- През VI-VII век на територията на днешна Босна и Херцеговина се заселват славянски племена.
- През XII век е образувано Босненското княжество, прераснало в банство (от 1377 г. при Твърдко I е кралство), което впоследствие присъединява и включва и съседната област Херцеговина.
- През 1463 г. територията на Босна пада под властта на Османската империя, а през 1482 година и територията на Херцеговина.
- След въстанието в Босна и Херцеговина от 1875 – 1878 година страната е окупирана от Австро-Унгария, а през 1908 г. е анексирана.
- От 1918 г. е в състава на Кралство на сърби, хървати и словенци, а от 1929 г. в Кралство Югославия.
- През 1941 г. Босна и Херцеговина е окупирана от германските войски и е включена в състава на Независимата хърватска държава. По време на освободителните войни през 1941 – 1945 г. е освободена от партизаните на Йосип Броз Тито (Народно-освободителна армия на Югославия) и през ноември 1945 г. е включена в състава на Югославия като федерална република.
- През есента на 1991 г. Босна и Херцеговина обявява излизане от състава на СФРЮ.
- През май 1992 г. е приета за членка на ООН.
- В средата на 1992 г. след остро междуетническо напрежение избухва гражданска война.
- През ноември 1995 г. в Дейтън, САЩ са заключителните мирни преговори по урегулиране на босненския конфликт, който е подписан на 14 декември 1995 г. в Париж.

## География
Босна и Херцеговина се намира в западната част на Балканския полуостров. Има малък излаз на Адриатическо море – само 20 km. По-голяма част от страната е заета от Динарските планини с най-висок връх Маглик (2387 m). Около 40% от страната е заета от гори. В южната част на страната поради топлия средиземноморски климат в долините на реките се отглеждат зърнени храни, захарно цвекло, лен, лозя, памук, тютюн, зеленчуци, плодове и др.

### Климат
Климатът в южните и западните части на страната е субтропичен средиземноморски, с мека влажна зима и сухо горещо лято. В северните, централните и източните райони климатът е умерен, с прохладни лета и студени зими.

## Население
| Вероизповедания в БХ | Вероизповедания в БХ | Вероизповедания в БХ | Вероизповедания в БХ | Вероизповедания в БХ |
| -------------------- | -------------------- | -------------------- | -------------------- | -------------------- |
| религии              |                      |                      | процент              |                      |
| Християнство         | Християнство         |                      | 48%                  | 48%                  |
| ислям                | ислям                |                      | 40%                  | 40%                  |
| други и атеисти      | други и атеисти      |                      | 10%                  | 10%                  |

| Етноси в БХ | Етноси в БХ | Етноси в БХ | Етноси в БХ | Етноси в БХ |
| ----------- | ----------- | ----------- | ----------- | ----------- |
| етноси      |             |             | процент     |             |
| бошняци     | бошняци     |             | 48,4%       | 48,4%       |
| сърби       | сърби       |             | 32,7%       | 32,7%       |
| хървати     | хървати     |             | 14,6%       | 14,6%       |
| други       | други       |             | 4,3%        | 4,3%        |

След преброяването от 1991 г. в Босна и Херцеговина 44% са се определили като бошняци (тогава се декларират като мюсюлмани), 31% като сърби и 17% като хървати, а 6% от населението се е декларирало като югославяни. Религиозната принадлежност следва етническата на повечето население: 88% от хърватите са се декларирали като католици, 90% от бошняците като мюсюлмани, a 99% от сърбите като православни.
Данните за населението оттогава са се променили значително. В кървавата гражданска война са убити около 100 хил. души, а половината от населението се е преместило да живее на друго място.
Според данните на щатското разузнаване ЦРУ от 2000 г. в Босна и Херцеговина живеят 3 922 205 души, от тях 50% християни, от които 31% православни и 15% католици, 40% мюсюлмани и 10% атеисти и следващи други религии, а етническият състав е 48,4% бошняци, 32,7% сърби, 14,6% хървати и 0,6% други. През 2007 г. населението на държавата е 3 981 923 души. През 2011 г. се провежда последното преброяване в страната.

## Държавно устройство
Държавното устройство на Босна и Херцеговина е регулирано от Дейтънско споразумение от 1995 година. Според него Босна и Херцеговина е конфедерален тип държава, която се състои от две административни единици и един окръг със столица Сараево:
- Федерация Босна и Херцеговина
- Република Сръбска
- Окръг Бръчко

Последните общи избори в страната се провеждат на 2 октомври 2022 г.

## Административно деление

### Република Сръбска и Федерация Босна и Херцеговина
Босна и Херцеговина има няколко нива на политико-административно деление след федералното правителство. Най-важна от тях е организацията на държавата по общностни единици (ентитети) – Република Сръбска и Федерация Босна и Херцеговина. Република Сръбска заема 49% от територията на страната, а Федерация Босна и Херцеговина 51%. Тези два ентитета са образувани след Дейтънското споразумение от 1995 година след значителни промени в етническия състав на Босна и Херцеговина. В териториите на Република Сръбска това става след провеждане на етническо прочистване на местното бошняшко и хърватско население, а в териториите на Федерацията на местното сръбско население.

### Автономна област „Бръчко“
От 1996 година правомощията на тези два ентитета са намалени значително в полза на федералното правителство. Моделът на Окръга Бръчко и децентрализацията на местните органи на властта са пътят към бъдещето на Босна и Херцеговина.

### Кантони на Федерация Босна и Херцеговина
Третото ниво на административно деление след двете единици и федералното правителство са кантоните на Федерация Босна и Херцеговина, които са 10. Всички кантони имат свое кантонално правителство, което се намира под юрисдикцията на законите на Федерацията. Някои кантони са етнически смесени и имат специална система, която гарантира запазване на правата на всички народи.

### Общини
Последното ниво на административно деление на Босна и Херцеговина са общините. Страната се състои от 142 общини, от които 79 се намират във Федерацията, а 63 в Република Сръбска. Всяка една община има и общинска администрация.

### Служебни градове
Освен двете общностни единици и Окръг Бръчко, кантоните и общините Босна и Херцеговина има и четири така наречени „служебни града“. Това са Баня Лука, Мостар, Сараево и Източно Сараево. Тези служебни градове имат своя администрация, чиято власт е с ранг на община или кантон.

## Други
- Комуникации в Босна и Херцеговина
- Транспорт в Босна и Херцеговина
- Въоръжени сили на Босна и Херцеговина
- Външна политика на Босна и Херцеговина